# スキー・シェック
スキー・シェック（石詠莉、Sukie Wing-lei SHEK、1986年12月25日 - ）は、香港の女性歌手、常勤モデル。愛称はSukie。身長は168cm。現在の所属事務所とレコード会社はワンドル・プロダクションになる。
2007年、キャリサ・ヤン（甄穎珊、Carisa Yan）、アリー・チャン（陳樂榣、Alley Chan）とともにFreezeを結成。